# Estádio de Mendizorroza
O Estádio de Mendizorroza esta localizado em Vitoria, (Álava), Espanha. De propriedade municipal, desde sua inauguração, é o campo do Desportivo Alavés, que disputa a LaLiga Santander do futebol espanhol.

## História
Foi inaugurado o 27 de abril de 1924 (92 anos), véspera de São Prudencio, padroeiro de Álava, sendo o terceiro estádio mais antigo dos clubes de LFP, dentre os que não mudaram de localização após sua inauguração, só superado pelo O Molinón e o Mestalla.
O estádio tem passado por várias reformas, sendo a última e mais importante na temporada 1998/99, depois da terceira ascensão do Alavés a Primeira Divisão, fechando os cantos do estádio e aumentado sua capacidade para 19.840 espectadores.

### C.D. Vitoria
Desde o final dos anos 50 até praticamente os anos 70, Mendizorroza foi o estádio do CD Vitoria, segunda equipa da cidade na época, sendo testemunha de intensos dérbis locais.

### Seleção Basca
Em 5 de agosto de 1980, ocorreu no estádio a partida entre as seleções Euskadi x Hungria, com os donos da casa vencendo por 5x1. Este foi único encontro disputado pela seleção basca em Mendizorroza.

## Localização

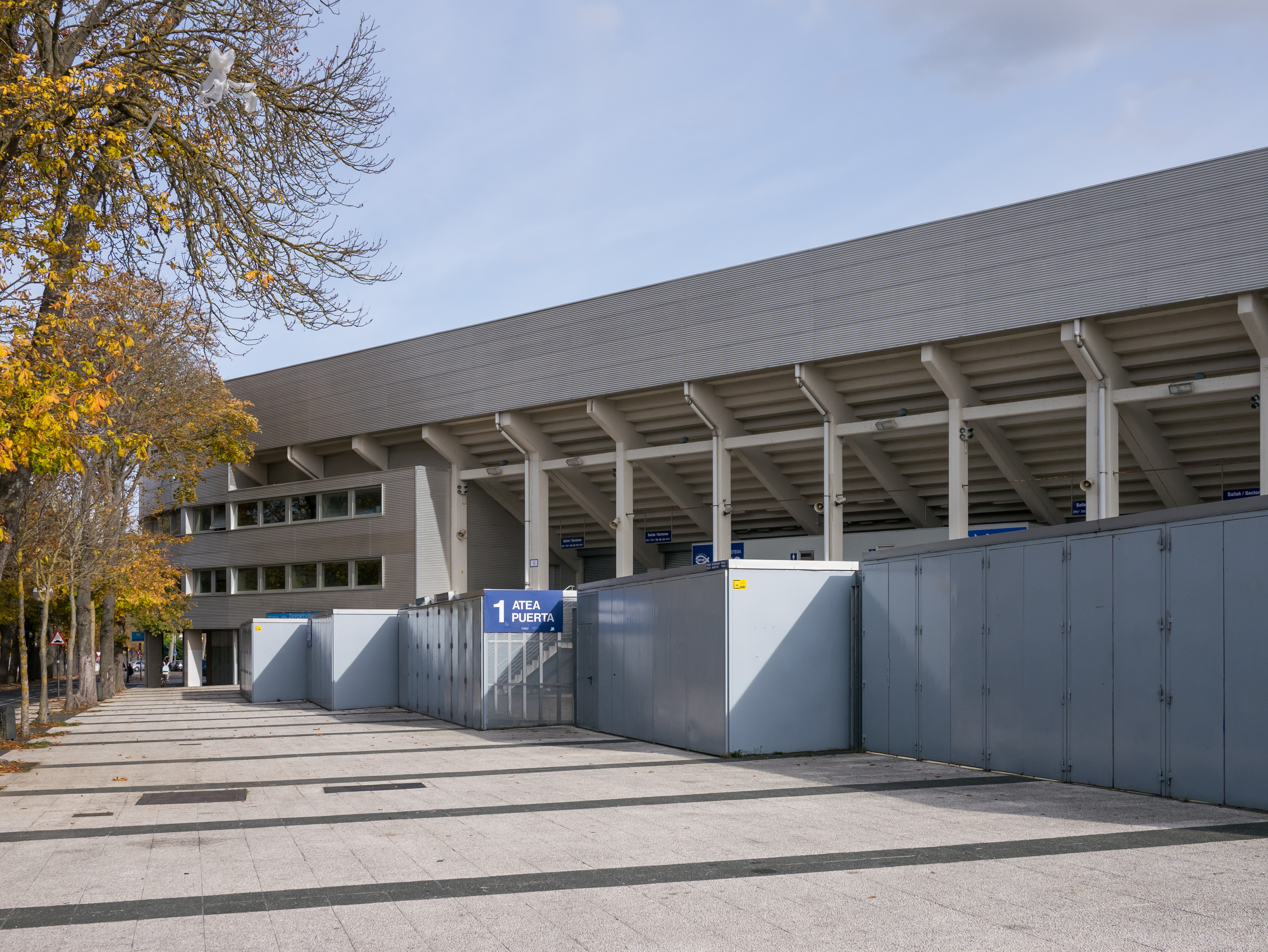
Estádio de Mendizorroza

Está situado no Passeio Cervantes, no mesmo espaço das piscinas municipais, a pista de atletismo, entre outros espaços esportivos, sendo a principal concentração de construções esportiva da cidade.